# Gabrielle Gourdeau
Pour les articles homonymes, voir Gourdeau.
Gabrielle Gourdeau, née le 13 avril 1952 et décédée le 5 juillet 2006 à Québec, est une écrivaine québécoise.

## Biographie
Romancière, nouvelliste, essayiste et autrice d’ouvrages pédagogiques, Gabrielle Gourdeau a complété un doctorat en littérature française à l’Université de Toronto. En 1992, elle obtient une bourse de perfectionnement de l’Université Laval qui lui permet de rédiger un ouvrage de théorie littéraire : Analyse du discours narratif. Cette même année, elle publie son premier roman, Maria Chapdelaine ou le Paradis retrouvé, qui, bien que grandement contesté par l’establishment littéraire, lui vaut néanmoins le Prix Robert-Cliche et le Prix littéraire Desjardins. Elle écrit plusieurs articles dans des quotidiens majeurs du Québec, tels que La Presse, Le Devoir, Le Fil des événements et Le Soleil et elle collabore à divers périodiques culturels et littéraires, notamment à Arcade. Elle est chargée de cours au Département des littératures de l'Université Laval. Écrivaine engagée, Gabrielle Gourdeau met souvent sa plume au service des causes qui lui tiennent à cœur, qu’elles soient politiques, culturelles ou sociales. Elle décède, dans le quartier Limoilou à Québec, le 5 juillet 2006.

## Honneurs
- Prix Robert-Cliche (1992), Maria Chapdelaine ou le paradis retrouvé